# فرودگاه آبی ایمس
فرودگاه آبی ایمس (به انگلیسی: Amos (Lac Figuery) Water Aerodrome) یک فرودگاه همگانی است که یک باند فرود آب دارد. این فرودگاه در کشور کانادا قرار دارد و در ارتفاع ۳۰۲ متری از سطح دریا واقع شده است.